# Mugham
Le mugham (en azéri : Muğam) est un genre musical traditionnel et savant de la musique azérie qui laisse une place prépondérante à l’improvisation. Il s'agit d'une suite de mouvements liés à un mode particulier. Il associe le chant à des instruments traditionnels : le târ (luth à 11 cordes), le kamânche (vièle à quatre cordes) et le daf ou le doyre (grands tambours sur cadre, appelés aussi qaval).
Le mugham azerbaïdjanais partage les caractéristiques artistiques du maqâm arabe, du radif perse et du makam turc.
Depuis l’indépendance du pays en 1991, on assiste à un renouveau du mugham ainsi qu’une certaine modernisation (enregistrements sonores) qui met en péril son caractère improvisé et le principe de sa transmission orale. 
En 2005, dans une démarche qui s’attache à préserver la mémoire et l’intégrité des formes artistiques et culturelles menacées, le mugham a été classé  « Chef-d’œuvre du Patrimoine oral et immatériel de l'humanité » par l’UNESCO.

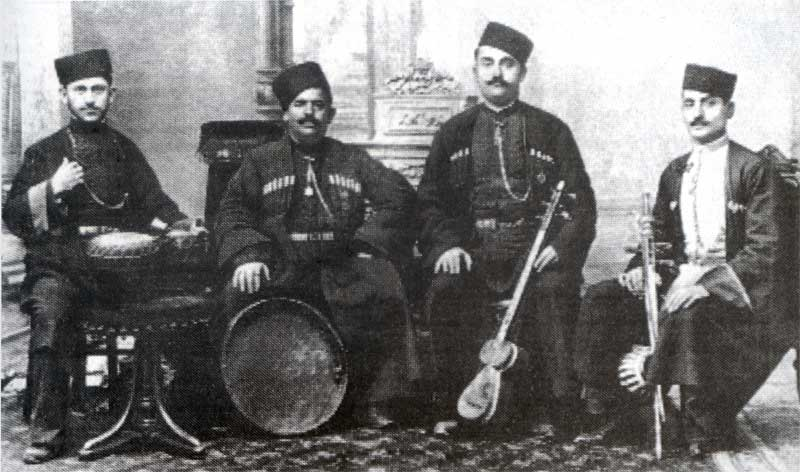
Les musiciens azerbaïjanais, interprètes du mugham, au début du XXe siècle

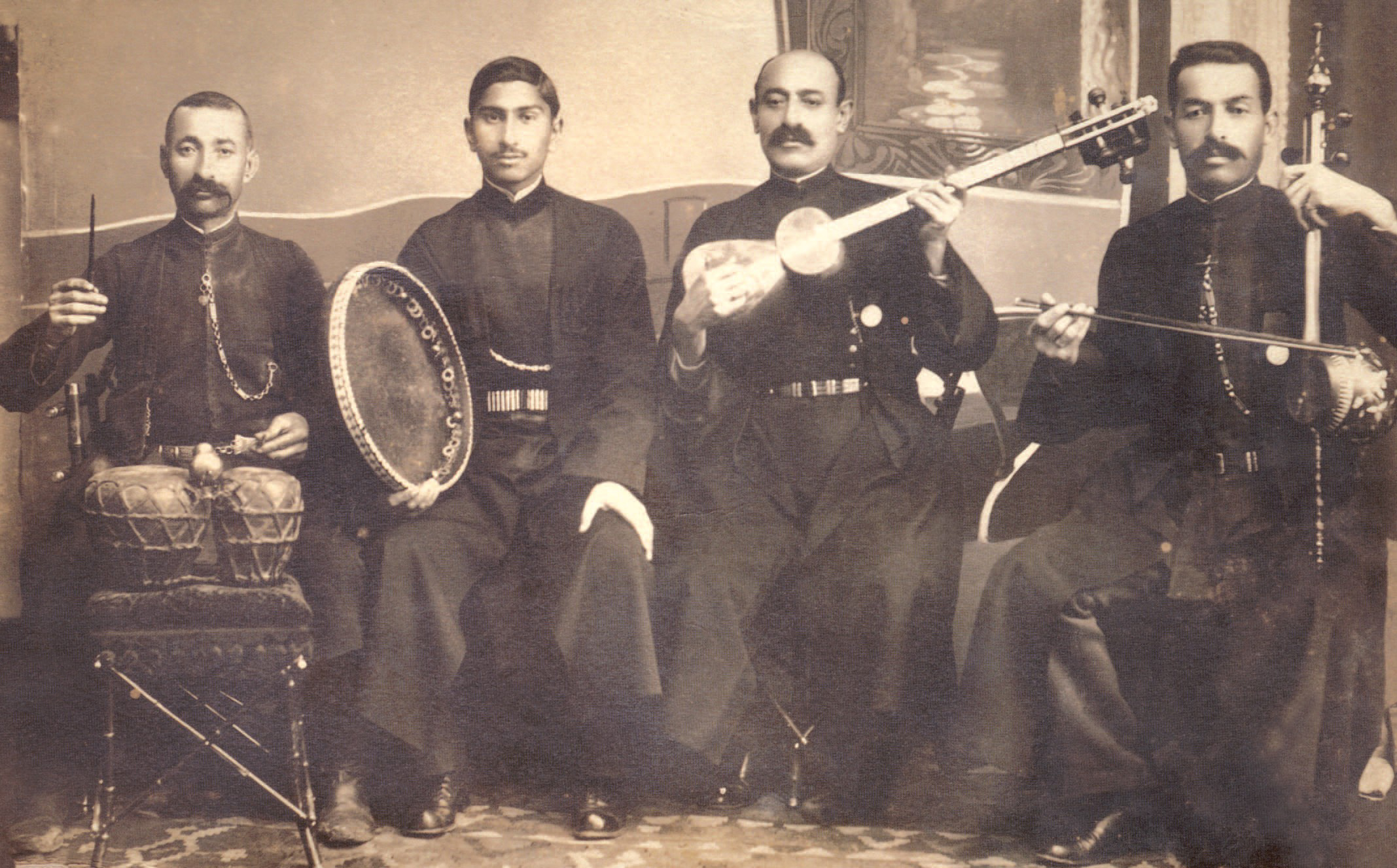
Séyid Chouchinsky et d'autres interprètes du mugham

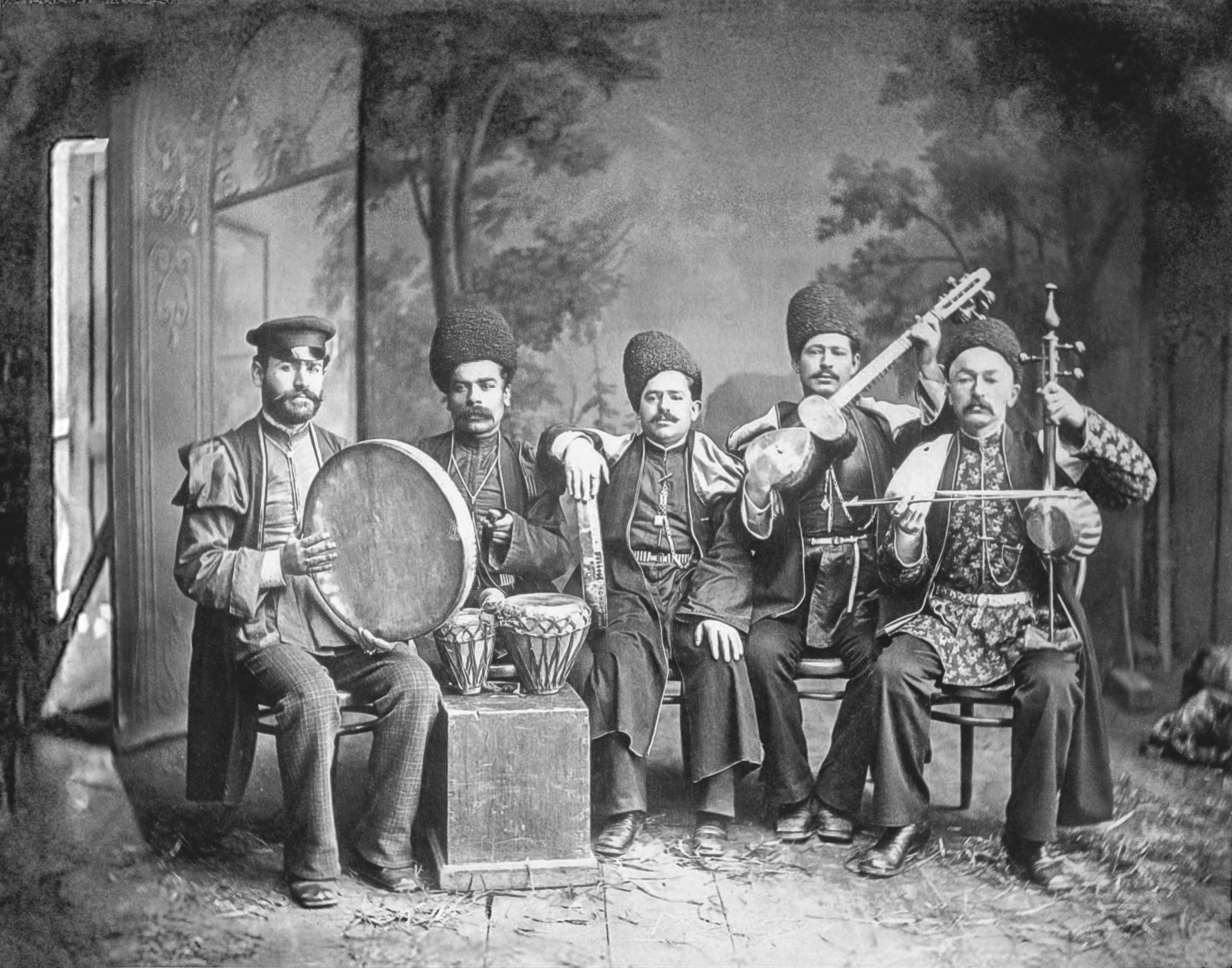
L'ensemble de Sadikhdjan (Tiflis, début du XXe siècle) en 1916

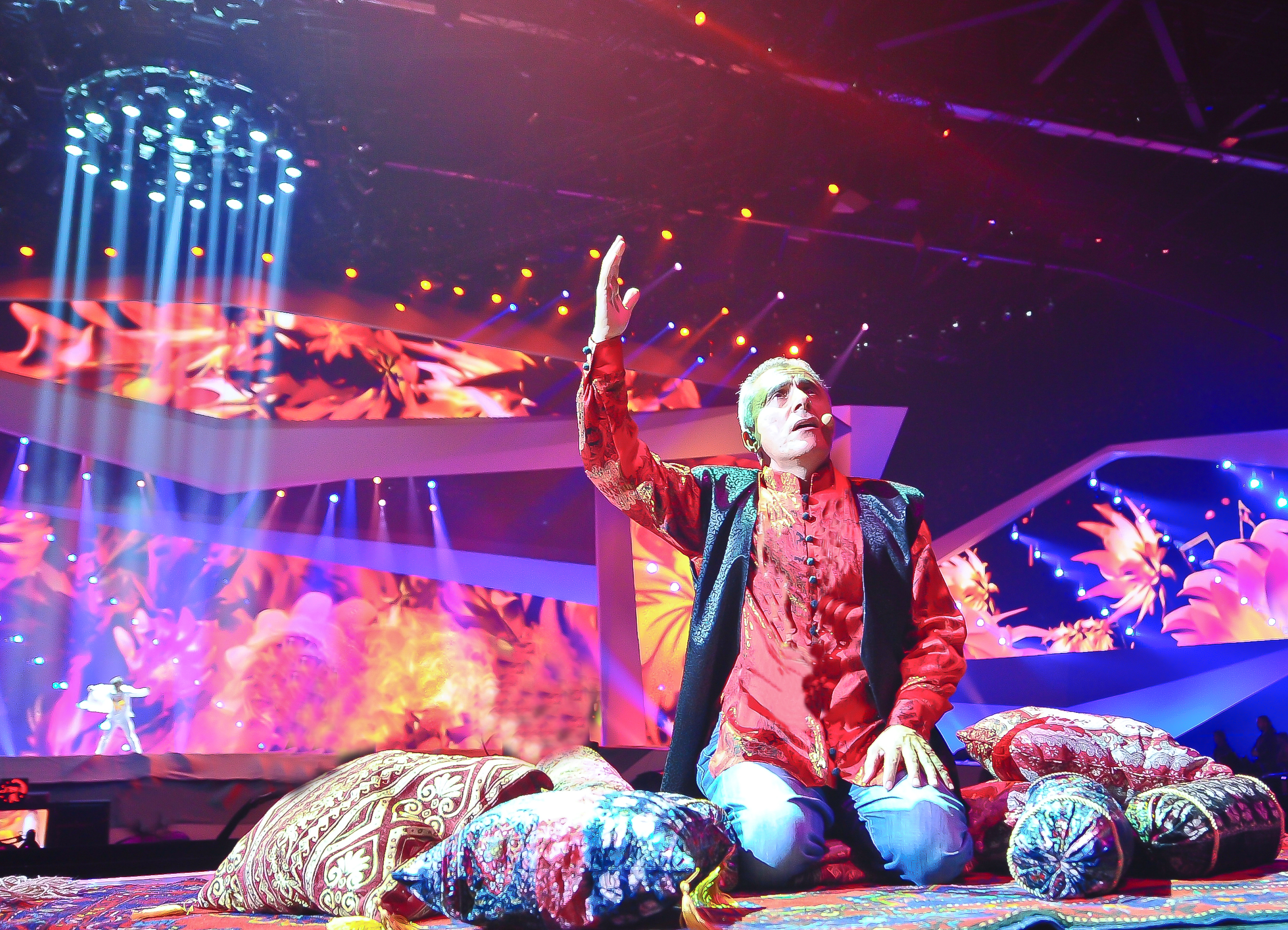
Alim Qasimov

## Caractéristique générale
Les théoriciens classifient le « mugham » comme « mode », (surtout comme l’échelle modale en tant que catégorie de manière modale), formule mélodique, technique de composition et le genre.
Actuellement, dans la musique azerbaïdjanaise, on qualifie de mughams les sept principaux mughams (Ségah, Tchargah, Rast, Bayati-Chiraz, Chour, Humayun, Chuchter), ainsi que leurs plusieurs variations, tels que Bayati-Gadjar, Bayati-Isfahan, Kharidj Ségah, Orta Ségah, Mirza Husseyn Ségah, Yetim Ségah, Ségah-Zaboul, Mahour, Mukhalif, Dugah et d’autres.

## L’art du mugham
Selon un certain nombre de caractéristiques communes, le mugham azerbaïdjanais est apparenté aux traditions de la musique orientale, telles que les taksim turc, dastgâh iranien, mukam uygur, chachmak ouzbek et tadjik, maqâm arabe, noub arabo-andalou, rague indien et d’autres. Le mugham est apprécié par les Azerbaïdjanais comme l’une des valeurs culturelles, constituant la base de l’identité nationale du peuple.

## Les formes du mugham
Les formes du mugham sont diverses. Chaque forme a sa nomination. Les principales formes musicales du mugham sont dastgah (vocal et instrumental ou pur instrumental), mugham (vocal et instrumental, solo-instrumentale et solo-vocal) et zerbi-mugham.

### Dastgah
Dans la musique azerbaïdjanaise, dastgah est la forme de mugham la plus grande d’après l’échelle et la valeur artistique. Les dastgahs vocaux et instrumentaux, qui sont les premières espèces de dastgah, s’étaient développés en Azerbaïdjan au XIXe siècle, essentiellement dans les villes de Bakou, Gandja, Chamakha, Shaki, Lankaran et d’autres. On trouve la première description scientifique de dastgakh dans l’ouvrage du savant azerbaïdjanais Mir Mohsun Navvab Karabaghi « Vizuhil argam » écrit en 1884.
En 1922, à Bakou, a été fondé le premier établissement du type européen, dans lequel l’enseignement du mugham a été introduit dans le cursus. À la demande de Uzeyir Hajibeyov, un groupe des musiciens les plus renommés de l’époque, tels que Seyid Chouchinski, Zulfu Adiguezalov, Ahmedkhan Bakikhanov, Mirza Faradj Rzayev, Mirza Mansour Mansourov, avaient établi des manuels pour l’étude  de dastgahs.

### Zerbi-mugham
Le trait caractéristique des zerbi-mughams (appelé aussi « mughams rythmiques ») est son accompagnement de trio de musiciens (sazandars), dont l’un est chanteur. Avec cela, le rôle principal dans l’interprétation appartient à def et à naghara (instrument à percussion : tambour).
Parmi les zerbi-mughams on distingue « Karabagh chikestesi », « Arazbari », « Kesme chikeste », « Ovchari », « Mansouriya », « Eyrati », « Keremi », « Simai-chams ». Le plus populaire est « Karabagh chikestesi ».

## Interprétation

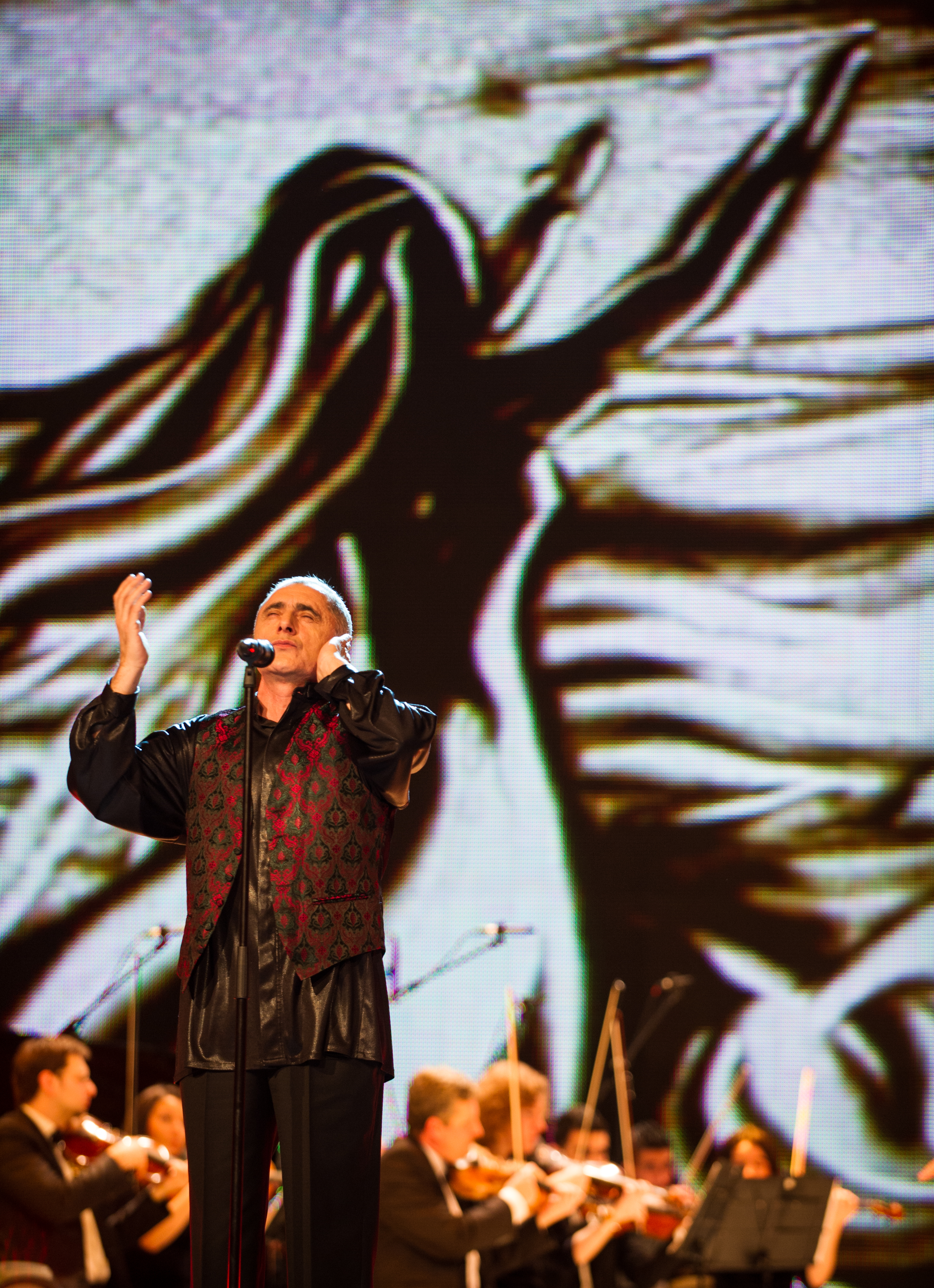
Alim Qasimov est un chanteur de mugham azerbaïdjanais.

Le mugham en Azerbaïdjan est interprété dans l’accompagnement du trio de musiciens : joueurs de tar, de  kemantcha et un tambourin. Souvent, le tambourin est en même temps chanteur. Il s’appelle « khanende ». La thématique de mughams est le plus souvent limitée par la sphère  lyrique amoureuse ou philosophique. Les gazelles (vers) des poètes classiques, tels que Nizami, Fuzuli, Khagani, Vidadi, Nassimi, Samed Vurgun, Molla Panah Vaguif, Aliagha Vahid et d’autres, constituent les textes des mughams.
Les interprètes des mughams en Azerbaïdjan s’appellent khanende ou sazende.

### Les interprètes du passé
Les chanteurs de mughams les plus célèbres en Azerbaïdjan étaient : Séïd et Khan Chouchinsky, Bul-Bul, Djabbar Gariaghdioglu, Husseyngulu Sarabsky, Zulfi Adiguezalov, Alesker Abdullayev, Mirza Sattar, Mirtaghi Mirbabayev, Seyid Mirbabayev, Medjid Behbudov, Hadji Hussi, Mechadi Ici, Abulhassan-khan Azer Igbal, Mirza Mukhtar Mammadzade, Bulbuldjan, Aghasaïd Aghabalaoglu, Mahammad Ketchatchioghlu, Islam Abdullayev, Machadi Mammad Farzaliyev et d’autres.
Parmi les musiciens du passé, les joueurs de tar remarquables étaient : Machadi Djamil Amirov, Chirin Akhundov, Mirza Sadig Assad oglu, Mirza Faradj Rzayev, Machadi Zeynal Hagverdiyev, Gourban Pirimov, les frères Bakikhanov, Mirza Mansour Mansurov, Pacha Aliyev, Firouz Alizade, Hamid Malibeyli.
Les joueurs de kemantcha renommés étaient : Gilman Salakhov, Ismayil Talichinski.
Les joueurs de garmon étaient Kamrabeyim, Akhad Aliyev, Abutalib Yussifov, Kerbalayi Latif, Teyyub Damirov. Ali Kerimov et d’autres étaient joueurs de zourna.

### Les interprètes de la période soviétique
À la période soviétique se rapportent les khanendes, tels que Haguigat Rzayeva, Rubaba Muradova, Chovket Alekperova, Tofa Aliyeva, Hadjibaba Husseynov, Yavar Kalantarli, Abulfat Aliyev, Gulu Askerov, Nariman Aliyev, Zahra Raguimova, Djahan Talichinskaya, Sara Gadimova, Fatma Mehraliyeva, Yagub Mammadov, Islam Rzayev, Gadir Rustamov et d’autres.
Les joueurs de tar étaient : Ahsan Dadachev, Bahram Mansourov, Aliagha Kuliyev, Baba Salakhov, Kamil Akhmedov, Hadji Mammadov, Habib Bayramov, Mammadagha Muradov, Amirulla mammadbeyli, Khosrov Malikov, Adil Geray, Enver Mansurov, Aghasalim Abdullayev.
Les joueurs de kemantcha : Elman Badalov, Adalat Vezirov, Guilman Salakhov, Talat Bakikhanov
Les joueurs de garmon : Ahad Farzali oglu, Machadi Ali, Latif Aliyev, Abutalib Yussifov, Teyyub Damirov.
Les interprètes d’instruments à vent étaient Nadir Akhundov, Aghassaf Séïdov, Firuz Zeynalov.
Le joueur de gaval est Azizagha Nadjafzade.

### Les interprètes contemporains
Les khanendes émérites sont Arif Babayev, Baba Mahmudoghlu (Mirzoyev), Malakkhanum Eyyubova, Zabit Nabizade, Zahid Guliyev, Alibaba Mammadov, Djanali Akperov, Aghahan Abdullayev, Alim Gassimov, Fergana Movlamova, Mansum Ibrahimov, Sakina Ismayilova, Gandab Guliyeva, Nuriya Husseynova et d’autres.
Les joueurs de tar renommés sont Aghasalim Abdullayev, Zamig Aliyev, Ramiz Guliyev, Vamig Mammadaliyev, Movlat Muslimov, Firuz Aliyev, Sarvar Ibrahimov, Malik Mansurov.
Parmi les interprètes de kemantcha émérites, on peut citer Habil Aliyev, Mirnazim Assadullayev, Chafiga Eyvazova, Fakhraddin Dadachev, Elchan Mansurov, Munis Charifov.
Le joueur de gaval est Mahmud Salah.

## Reconnaissance mondiale
Le premier disque des mughams enregistré dans l’interprétation des sazandaires azerbaïdjanais, y compris du chanteur (khanande) Djabbar Garyaghdi, a vu le jour en 1906. Ce disque a été publié par la    société anonyme britannique « Gramophone ». Dans la période de 1906 à 1914, quelques sociétés européennes d'enregistrement, parmi lesquelles la compagnie française « Frères Paté », la SA « Sport-Record », les sociétés russes  « Monarch-Record », « Gramophone-Record », « Concert Record », « Premier-Record » et « Extraphone » avaient publié des dizaines de disques avec les enregistrements des mughams, tesnifs et destgahs azerbaïdjanais.

## Époque du rideau de fer
À partir des années 1930, le mugham, tout comme la culture musicale des peuples de l’URSS, est sous le contrôle rigoureux de l’État et, de cette manière, vit ses pires moments. L’accès de la musique populaire azerbaïdjanaise à l’arène internationale devient impossible pendant de longues années. Le mugham (mughamat) est affirmé dans l’esprit des gens comme un art primitif, ce qui n’a pas affaibli d’intérêt de la majorité des intellectuels pour la tradition musicale orale.
Pourtant, dans les années 1970, la situation en URSS a changé : les petites nations et parmi elles les azerbaïdjanais, ont eu la possibilité d’écouter et d’étudier le folklore et la musique ethnique. La publication des enregistrements des mughams en série a été arrangée en Azerbaïdjan.

## Renaissance du mugham
Dans les années 1970, le mugham a commencé à renaître grâce aux efforts de l’UNESCO. Sous l’égide de cette organisation internationale, se sont tenus les premiers symposiums et les festivals de la musique traditionnelle à Moscou (en 1971), à Almaty, alors Alma-Ata (en 1973), à Samarkand en 1978 et 1983. Ayant reçu une grande répercussion dans la société soviétique, ils ont contribué au réveil du nouvel intérêt pour le mugham en tant que l’art musical traditionnel, art de haute classe. Le Centre international de mugham à Bakou, mis en exploitation en décembre 2008, y contribue aussi. De nos jours, grâce au chanteur brillant Alim Gassimov, le mugham a gagné en popularité non seulement en Europe, mais aussi aux États-Unis, au Canada, au Japon et à d’autres pays.

## Festivals et concours de mugham
Du 18 au 25 mars 2009, à Bakou s’est tenu le Festival International « Le monde du Mugham ». Dans le cadre de ce Festival ont eu lieu le symposium scientifique international, le concours international des chanteurs de mugham, plusieurs spectacles d’opéra de mugham  et concerts de mugham symphoniques et classiques. Un Gala-concert avait achevé le programme du festival le 25 mars 2009 au Palais Heydar Aliyev. Les objectifs principaux du Festival International de mugham étaient la popularisation du mugham azerbaïdjanais et trouver sa place la plus remarquable dans le moderne espace culturel mondial.

## Liste des mughams
Arazbâre - Bayâti-Esfahân - Bayâti-Kurd - Bayâti Qâjâr - Bayâti Shirâz - Chahargâh - Chopân Bayâti - Dashti - Dilkash - Dilkash-Kurdi - Dugâh - Esfahân - Evlandir - Heyrâti - Homâyun - Karabâgh Shekastesi - Kesme Shikaste - Khârej Segâh - Kheiraty -  Kurd Shahnaz - Mâhur - Mâhur-e Hindi - Mansuri - Mirza Husayn Segâh - Nishapur - Nivanishapur - Orta Mâhur - Osmanli - Ovshar - Qatâr - Rahâb - Rast - Sana Qurban - Segâh - Segâh Zâbol - Semâi Shams - Shahnaz - Shekaste-i-Fars - Shirvan Shekastesi - Shur - Shushtar - Toy Olsun - Uzzal - Vilâyati-Dilkash - Zâbol